# Fahavalo, Madagascar 1947
Pour plus de détails, voir Fiche technique et Distribution.
Fahavalo, Madagascar 1947 est un film documentaire franco-malgache réalisé en 2019.

## Synopsis
Le film retrace l'insurrection de 1947 à Madagascar contre les autorités coloniales françaises, à travers les récits de témoins, des photos et films d'archives. 

## Fiche technique
- Réalisation : Marie-Clémence Andriamonta-Paes
- Scénario : Marie-Clémence Andriamonta-Paes
- Production : Laterit Productions
- Image : Cesar Paes
- Montage :  Paul Pirritano, Gabriel Paes
- Son : Gabriel Mathé
- Musique : Régis Gizavo
- Genre : Documentaire
- Durée : 90 minutes

## Récompenses
- Prix Doc du Monde - Festival des Films du Monde de Montréal
- Mention spéciale - JCC Carthage